# Sergio Parisse
Sergio Francisco Mateo Parisse (La Plata, 12 de septiembre de 1983) es un exjugador argentino de rugby de padres Italianos que se desempeñaba como octavo. Fue miembro de la Selección de rugby de Italia, llegando a ocupar el puesto de capitán del equipo.

## Carrera
Nacido en La Plata, Provincia de Buenos Aires, Argentina, Sergio Parisse comenzó a jugar al rugby a la temprana edad de 5 años, en el equipo local del Universitario de La Plata, siguiendo los pasos de su padre (también llamado Sergio) que jugó y fue campeón de Italia en 1967 con el L'Aquila antes de mudarse a Argentina por motivos laborales.
Parisse debutó a los 17 años en las selecciones inferiores de la Federazione Italiana Rugby.
Pero el debut con la absoluta llegó contra Nueva Zelanda el 8 de junio de 2002, con sólo 18 años, el mismo año que fue contratado por la Benetton Treviso en lo que sería su primera experiencia como profesional.
Con el equipo verde y blanco conquistó dos campeonatos de Italia, en las temporadas 2002-2003 y 2003-2004, y una Copa de Italia en 2005.
En la época de John Kirwan como seleccionador, fue convocado para el Mundial de 2003 de Australia, donde jugó los 4 partidos (3 de ellos como titular) y disputaría su primer Seis Naciones en la edición de 2004 (ha jugado desde entonces 6 ediciones consecutivas hasta la de 2009).
En el verano de 2005 se traslada a Francia, al Stade Français parisino, club con el que vence en la temporada 2006-2007 el título de liga.
En ese mismo 2007, fue llamado por Pierre Berbizier para jugar el Mundial de 2007 en Francia. Pero sería Nick Mallett, substituto de Berbizier como seleccionador, quien nombraría por primera vez a Parisse como capitán en enero de 2008, contando el jugador italo-argentino únicamente con 25 años.
Como punto negro en su carrera reciente tenemos una sanción de 8 semanas tras agredir al All Black Isaac Ross en el partido del 26 de junio de 2009 (que Italia perdió 27-6) dentro de la gira de verano.
Desgraciadamente, Parisse sufre una grave lesión de rodilla durante la gira otoñal de 2009, por lo que no pudo jugar el Seis Naciones 2010.
Afortunadamente para él y para los Azzurri, el capitán se pudo recuperar y jugar los "Test Match" de verano, regresando a los terrenos de juego contra Sudáfrica el 18 de junio.
En el Seis Naciones de 2013, consiguió en el minuto 5 el primero de los dos ensayos marcados en el partido en que Italia ganó a Francia por 23 a 18, partido en el que fue capitán. Actuó como titular y capitán en el segundo partido, contra Escocia. No participó en el tercer partido, pero salió como titular en la cuarta jornada, frente a Inglaterra y en la quinta, contra Irlanda, partido en el que fue excluido por el árbitro en el minuto 53 por antijuego. Tras su actuación en el Seis Naciones de 2013, se le ha considerado "el mejor jugador de Europa (...) A Parisse no le falta nada y pasará como uno de los mejores jugadores de su generación".
En 2015 se proclama campeón del Top 14 al ganar la final a ASM Clermont Auvergne por el resultado de por 12-06
Ha sido seleccionado para jugar la Copa del Mundo de Rugby de 2015
En 2017 tras una irregular temporada en el top 14 en competición europea se proclama campeón de la European Challenge al vencer a Gloucester Rugby por el tanteador de 25-17

## Palmarés
- Eccellenza: 2

Campeón con Benetton Treviso de 2002-03 y 2003-04.
- Copa de Italia: 1

Campeón con Benetton Treviso de 2004-05.
- Top 14: 2

Campeón con Stade français de 2006-07 y 2014-15.
- Seleccionado para  jugar con los Barbarians